# Drei auf Abenteuer
Drei auf Abenteuer (Originaltitel: Soldiers Three) ist ein US-amerikanischer Abenteuerfilm aus dem Jahr 1951 von Tay Garnett nach Elementen aus dem Gedicht Gunga Din und weiteren Kurzgeschichten des Schriftstellers Rudyard Kipling. Die Titelrollen des von Metro-Goldwyn-Mayer produzierten Films spielten Stewart Granger, Robert Newton und Cyril Cusack. Weitere Hauptrollen wurden mit Walter Pidgeon und David Niven besetzt.

## Handlung
In einem Londoner Herrenclub erzählt 1918 der pensionierte General Brunswick, wie er zu seiner Beförderung kam.
Brunswick dient als Colonel der Infanterie in indischen Mirzabad. Er und sein Adjutant Captain Pindenny werden durch die ständigen Eskapaden der Schützen Ackroyd, Sykes und Malloy genervt. Die erfahrenen Soldaten verbringen ihre Freizeit in erster Linie mit Alkohol und Raufereien. Brunswick erhält den Befehl, mit seinem Regiment zu einem Treffen mit der Kavallerieschwadron unter Colonel Groat zu marschieren. Das Regiment schlägt in der Nähe der Stadt Chotapur das Nachtlager auf. Ackroyd entwickelt einen Plan, wie er mit Sykes und Malloy in die Stadt zum Trinken schleichen kann.
Die drei kommen am nächsten Morgen, immer noch betrunken, zurück und reihen sich in die Marschkolonne ein. Brunswick hat die Rückkehr bemerkt und ist verbittert, da zugleich Groat das Kommando übernehmen soll. Brunswick und Pindenny legen dar, dass die drei Soldaten auf einer Geheimmission waren. Nach einer Rauferei mit ein paar Kavalleristen will Brunswick die drei Freunde trennen. Einer von ihnen soll Sergeant werden. Allerdings will keiner der drei Freunde die Beförderung annehmen. Schließlich wird Ackroyd befördert, was zu Diskussionen unter ihnen führt. Auf dem Rückmarsch nach Mirzabad verhält sich Ackroyd ablehnend gegenüber Sykes und Malloy, wie auch sie sich gegenüber ihm.
Während eines Nachtlagers treiben Hirten eine Rinderherde durch das Camp. Später stellt sich heraus, dass das Zelt, in dem die Waffen gelagert werden, geplündert wurde. Ackroyd soll mit einigen Männern die Waffen zurückholen. Der will den Befehl nur ausführen, wenn ihm die Sergeanten-Streifen entfernt werden. Pindenny führt den Suchtrupp an, zu dem auch Sykes und Malloy gehören. Die Hirten können am anderen Ufer eines Flusses verortet werden. Da Sykes nicht schwimmen kann, steuert er das Floß, mit dem die Ausrüstung der Männer über den Fluss transportiert wird. Als das Floß kentert, wird er von Ackroyd gerettet, was die drei Freunde wieder zusammenbringt. Am anderen Ufer angekommen, ist Ackroyd der einzige, der die Hosen anbehalten hat und wird ausgeschickt, Kleidung zu organisieren. Ackroyd begegnet seiner Bekannten Crenshaw, die ihn jedoch nur mit Frauenunterwäsche ausstatten kann. Die verkleideten Soldaten können die Hirten überraschen und die Waffen sicherstellen. Allerdings müssen die Männer in der Unterwäsche zurück ins Lager. Groat ist von der unkonventionellen Methode angewidert und lässt seinen Ärger an Brunswick aus, der seine Männer auffordert, ihm nicht mehr zu helfen.
Am nächsten Tag erhalten Groat und Brunswick den Befehl, jeweils 25 ihrer besten Männer mit Munition zum aufgegebenen Fort Imara zu schicken. Brunswick wird klar, dass die Männer in Rebellengebiet geschickt werden. Sie sollen geopfert werden, damit der Rest des Regiments abziehen kann. Die Männer, unter ihnen Pindenny, Sykes und Malloy, marschieren ab. Ackroyd konnte von Pindenny nicht degradiert werden, und da ein anderer Sergeant ausgewählt wurde, bleibt er beim Regiment. Brunswick wird der Marsch zu einem Sammelpunkt befohlen. Als er erfährt, dass Ackroyd die Truppe verlassen hat, sieht er seine Chance und marschiert ebenfalls auf Imara, vorgeblich um einen Deserteur einzufangen.
Im Fort werden die Soldaten von den Rebellen unter Manik Rao überrannt. Die Überlebenden verschanzen sich in der Waffenkammer, die Manik Rao verriegeln lässt. Von einem Hügel beobachtet Ackroyd die Vorgänge. In der Nacht schleicht er zum Fort, überwältigt einen Wachposten und tauscht die Kleidung mit ihm. Zur gleichen Zeit bietet Manik Rao den Engländern die letzte Chance zur Aufgabe, bevor die Waffenkammer gesprengt wird. Gerade als Ackroyd durch ein kleines Fenster mit den Eingeschlossenen spricht, ist der Anmarsch von Brunswicks Truppe zu hören. Ackroyd hetzt in der Folge hin und her, um Nachrichten zu übermitteln. Govind-Lal, Manik Raos Vater, will ein Blutbad verhindern und bietet die Kapitulation der Rebellen an. Manik Rao will die Engländer tot sehen und zündet die Lunte an. Brunswicks Truppe greift an. Während des Angriffs kann Ackroyd zuerst Manik Rao töten und dann rechtzeitig die Lunte löschen. Die Engländer besiegen die Rebellen schließlich. Brunswick erwartet, vor ein Kriegsgericht gestellt zu werden. Doch Groat hat damit gerechnet, dass Brunswick seine Leute nicht in den Tod marschieren lassen würde. Brunswick wird zum General befördert und Ackroyd, wie gewünscht, zum einfachen Soldaten degradiert.
Im Club spricht Brunswick einen Toast auf Ackroyd, Sykes und Malloy.

## Produktion

### Hintergrund
Gedreht wurde der Film von Ende Oktober bis Ende November 1950 im Bryce-Canyon-Nationalpark, auf der Movie Ranches von Paramount in Agoura Hills und der Movie Ranch von Ray Corrigan im Simi Valley.

### Stab
Malcolm Brown und Cedric Gibbons oblag die künstlerische Leitung. Fred M. MacLean und Edwin B. Willis waren für das Szenenbild zuständig, Walter Plunkett für die Kostüme, William Tuttle und John Truwe für das Maskenbild. Verantwortlicher Toningenieur war Douglas Shearer, A. Arnold Gillespie und Warren Newcombe kreierten die Spezialeffekte. Sidney Cutner, Leo Shuken und Eugene Zádor leiteten das Orchester. Yakima Canutt war der Regisseur der Second Unit, Howard W. Koch Regieassistent.

### Besetzung
In kleinen nicht im Abspann erwähnten Nebenrollen traten Patrick Aherne, Walter Kingsford, Carey Loftin und Cyril McLaglen auf.

## Veröffentlichung
Die Premiere des Films fand am 29. März 1951 in New York statt. In der Bundesrepublik Deutschland kam er am 15. April 1952 in die Kinos, in Österreich im Mai 1952.

## Kritiken
Der Filmkritiken-Aggregator Rotten Tomatoes hat in einer Auswertung ein Publikumsergebnis von 27 Prozent positiver Bewertungen ermittelt.
Das Lexikon des internationalen Films schrieb: „Ein zwischen Schwank und blutigem Kriegsdrama angesiedelter, mißlungener Abenteuerfilm.“
Bosley Crowther von der The New York Times bemängelte, dass die Qualität und der Charakter der Kipling-Stories auf reinen Slapstick und Schwulst reduziert wurden.
Bob Thomas schrieb in der San Bernardino Sun, der Film sei eine Mischung aus Komödie und Abenteuer, könne aber auf keinem Gebiet überzeugen. Der Großteil der Komödie sei zu britisch oder zu slapstickartig. Die Abenteuer verheddern sich in den Dialogen.
Der Kritiker des TV Guide sah eine leichte, aber unterhaltsame Tollerei mit einer dünnen Geschichte.